# ۱۰۶۳ (خورشیدی)
۱۰۶۳ هزار و شصت و سومین سال هجری خورشیدی است.